# Jan Vreede
Jan Johannes Anthony Arnoldus Vreede (ur. 19 stycznia 1900 w Zaandam, zm. 17 lutego 1989 w Amsterdamie) – holenderski żeglarz, olimpijczyk, zdobywca brązowego medalu w regatach na letnich igrzyskach olimpijskich w 1924 roku w Paryżu.
Na Letnich Igrzyskach Olimpijskich 1924 zdobył brąz w żeglarskiej klasie 6 metrów. Załogę jachtu Willem Six tworzyli również Anthonij Guépin i Joop Carp.